# Sjors (1954-1975)
Sjors (voorheen Sjors van de Rebellenclub) is een Nederlands voormalig stripblad uitgegeven door De Spaarnestad. De titelstrip van het tijdschrift was Sjors en Sjimmie, dat voorheen Sjors, voorzitter der Rebellenclub heette. Het blad ontstond in 1954 uit een fusie van de tijdschriften Rebellenclub (1930-1954), Grabbelton (1950-1954) en Tombola (1953-1954). Het tijdschrift liep tot 1975, waarna het samen met het tijdschrift Pep fuseerde tot het tijdschrift Eppo.

## Geschiedenis

### Voorgeschiedenis
Vanaf 30 december 1927 verscheen de strip Perry and the Rinkydinks van de Amerikaanse striptekenaar Martin Branner vertaald in het Nederlandse tijdschrift De humorist van de week onder de titel Sjors, voorzitter der Rebellenclub. Deze strip kreeg in 1930 een eigen tijdschrift genaamd Sjors. In 1938 had Uitgeverij De Spaarnestad geen nieuwe platen meer van Perry and the Rinkydinks en besloten ze om de strip zelf voort te zetten. De nieuwe tekenaar werd Frans Piët, die de decors ook veranderde van Amerikaanse straten naar Nederlandse landschappen.

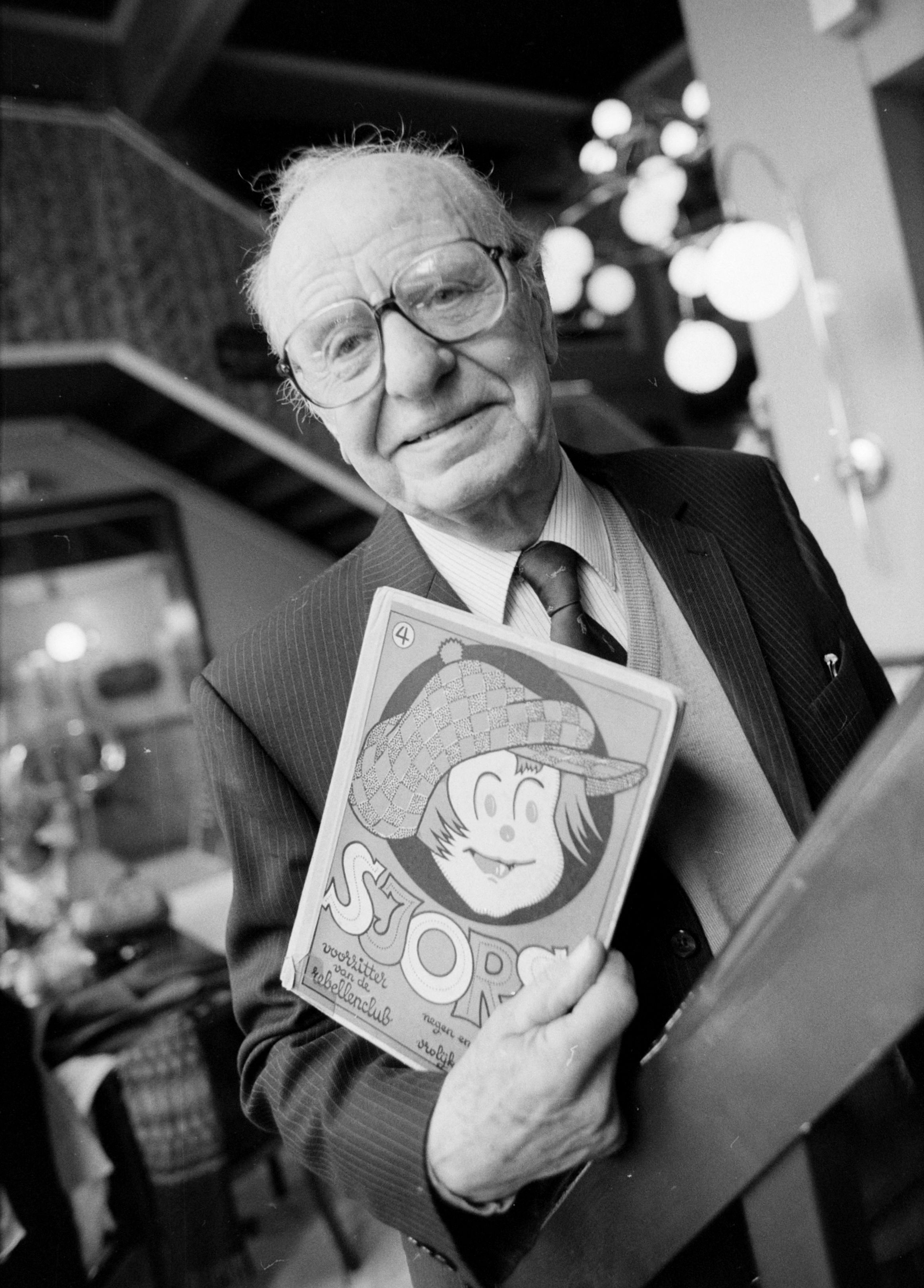
Frans Piët met Sjors-album, april 1989.

Na de Tweede Wereldoorlog verscheen de strip Sjors van de Rebellenclub, wat later Sjors en Sjimmie werd in het tijdschrift Panorama. Het stripblad Sjors verscheen pas terug in 1950 onder de titel Rebellenclub. Aangezien Piët geen tijd had om een Sjors en Sjimmie-strip te tekenen voor zowel Panorama als Rebellenclub, verscheen die strip enkel in Panorama. Rebellenclub was in die periode een bijlage van Panorama uitgegeven door De Spaarnestad. Die uitgeverij gaf onder andere ook de tijdschriften Katholieke Illustratie en Libelle uit. Deze hadden ook eigen bijlagen met strips. Bij de Katholieke Illustratie zat het blad Grabbelton, dat grotendeels dezelfde strips als Rebellenclub bevatte. Het tijdschrift Tombola zat bij Libelle en bevatte andere strips.

### Sjors (1954-1975)
In 1954 besloot De Spaarnestad om de drie bijlagen Rebellenclub, Grabbelton en Tombola samen te voegen tot één zelfstandig jeugdtijdschrift. Mogelijk had dit te maken met het succes van het stripblad Donald Duck van de concurrerende uitgeverij De Geïllustreerde Pers. Het eerste nummer verscheen in september 1954 onder de titel Sjors van de Rebellenclub. Het tijdschrift werd gedrukt op krantenpapier en maakte gebruik van rode en groene steunkleuren. De omslag van het blad bevatte een strip. In 1959 kreeg de lay-out van het tijdschrift een make-over. Naast een nieuwe lay-out verbeterde de kwaliteit van het papier en de helft van het tijdschrift verscheen voortaan in vierkleurendruk. De andere helft verscheen nog met steunkleuren. Ook verscheen er voortaan een tekening van de strip Sjors op de omslag van het blad. Vanaf 1963 verscheen het hele tijdschrift in vierkleurendruk en in A4-formaat.
De Geïllustreerde Pers gaf vanaf 1962 ook het concurrerende stripblad Pep uit. Eind 1964 fuseerden de uitgeverijen De Spaarnestad en De Geïllustreerde Pers tot VNU. Beide tijdschriften bleven zelfstandig functioneren. Ze werden wel voortaan samen huis aan huis verkocht door een bladenman. In 1968 wijzigde de titel van het tijdschrift van Sjors van de Rebellenclub naar Sjors. De vernieuwingen verhinderden echter niet dat de oplage eind jaren 60 bleef dalen. In 1969 veranderde de samenstelling van de directie van De Spaarnestad en kreeg Sjors een derde make-over onder leiding van hoofdredacteur Peter Middeldorp en redacteur Frans Buissink. Het nieuwe uiterlijk was gebaseerd op de Belgische stripbladen zoals Spirou/Robbedoes. In 1972 werden de voormalige jeugdafdelingen van De Spaarnestad en De Geïllustreerde Pers samengevoegd tot uitgeverij Oberon onder VNU. Sjors en Pep werden uitgegeven door die nieuwe uitgeverij. In september 1972 of begin 1973 werd een deel van de redactie van Pep inclusief de hoofdredacteur ontslagen naar aanleiding van een boekhoudincident. Hierop werden de redacties van Sjors en Pep samengevoegd onder leiding van Sjors-hoofdredacteur Frans Buissink, maar beide bladen bleven voorlopig apart bestaan.
In de jaren 70 nam het belang van losse verkoop en aparte abonnementen toe en werd er minder huis aan huis bezorgd door een bladenman. Een los abonnement opzeggen is makkelijker dan via iemand die aan de deur komt. Onder andere hierdoor daalde halverwege de jaren 70 de oplage van zowel Sjors als Pep drastisch, waarna de uitgeverij overwoog beide bladen stop te zetten. Tijdens een gesprek in een kroeg kwamen de stripauteurs Martin Lodewijk en Peter de Smet op het idee om beide bladen samen te voegen. In de zomer van 1974 gingen ze met hun voorstel naar de directie van Oberon. De directie ging akkoord, waarna beide bladen in oktober 1975 fuseerden tot het nieuwe stripblad Eppo.

## Strips
De meeste strips in het Nederlandse blad Sjors werden geïmporteerd uit andere landen. Aanvankelijk waren dit voornamelijk Britse strips en in de latere jaren waren dat voornamelijk Belgische strips. Daarnaast had het blad ook een beperkte eigen productie. Zo verschenen er ook strips gemaakt door verscheidene tekenaars van De Spaarnestad met name Bert Bus.

### Beginjaren
Na de fusie van Rebellenclub, Grabbelton en Tombola in 1954 werden vier strips uit die bladen verdergezet in het nieuwe tijdschrift. Zo verschenen de strip Olaf Noord van Bert Bus en drie Britse strips Bob en Bep, Kit Carson en Vikkie Vinnig in het tijdschrift. Daarnaast bevatte het eerste nummer van Sjors nog vijf nieuwe strips. Vier ervan zijn ook Britse strips: De gevangen graaf, Spelend speelgoed, Met ons drietjes en Jannetje en Jennetje. De vijfde is Sjors en de verschrikkelijke sneeuwman van Hans Ducro. Sjors en de verschrikkelijke sneeuwman is een lang verhaal van de titelstrip. Tekenaar Piët had echter nog steeds geen tijd om Sjors en Sjimmie te tekenen voor zowel Panorama als dit tijdschrift. Dus verschenen er in dit tijdschrift andere verhalen getekend door andere tekenaars onder de oude naam Sjors van de Rebellenclub. Hans Ducro tekende het eerste lange verhaal en nadien nam Carol Voges het over en maakte er een gagstrip van. In de jaren 50 verschenen er voornamelijk Britse strips in Sjors zoals Billie Turf van Reginald Parlett, Sterke Boog de vriend der blanken, Captain Joker, Het geheim van Killarny, Max Bravo de vrolijke huzaar, "De Man van Staal" (Robot Archie") en Ted en Tom van Ted Kearon. Er verschenen in deze periode strips gericht op jongens, meisjes en kleine kinderen in het blad. Bert Bus tekende ook nog strips zoals Skokan, een slimmeling uit het jaar nul en Theban, de eerste wereldreiziger.

### Make-over 1963
Bij de make-over in 1963 verdwenen veel Britse strips uit het blad en werden deze vervangen door geïmporteerde strips uit andere landen. Zo verschenen onder andere de strips Winnetou van de Spanjaard Juan Arranz, De club van vijf van de Belg Greg, Tiger Joe van de Belg Victor Hubinon en Hoenderoog en Plathoef van de Italiaan Benito Jacovitti voortaan in het blad. Ook verdween in datzelfde jaar Sjors en Sjimmie uit Panorama en verscheen de versie van Frans Piët voortaan in dit tijdschrift als titelstrip waardoor de gagstrip van Voges stopgezet werd. Daarnaast verdwenen de strips gericht op meisjes en kleine kinderen, waardoor het een blad werd dat volledig gericht is op jongens.
Niet alle Britse strips verdwenen. Zo verscheen in de jaren 60 bijvoorbeeld de strip Trigië van Don Lawrence. Daarnaast verschenen er in de jaren 60 nog eigen strips in het blad. Zo tekende Bert Bus de strips Cliff Rendall en Lance Barton. Verder tekende Henk Rotgans voor Sjors de strips Het schateiland, De schipbreukelingen en De prins en de bedelaar. Daarnaast tekende Harry Balm enkele biografische strips zoals strips over Julius Caesar, Marco Polo en Richard Leeuwenhart.

### Make-over 1969
Na de make-over in 1969 verschenen er in de jaren 70 voornamelijk oudere Belgische strips van Dupuis en meer eigen strips dan voordien. Zo verschenen in deze periode onder de meer de Belgische strips Bas en Boef, De Sliert van Jean Roba, Baard en Kale van Will, Natasja van François Walthéry, Snoesje van Raymond Macherot, Steven Sterk van Peyo, Johan en Pirrewiet van Peyo en Guust van Franquin en Jidéhem.
De strip Sjors en Sjimmie kreeg ook een make-over na het pensioen van Frans Piët. Jan Kruis, die de strip overnam, moderniseerde de strip. In 1970 nam Jan Steeman deze strip over. Daarnaast tekende Steeman ook Arad en Maya voor het blad. Verder verschenen de strips Joris Jofel en Professor Breinbeker van Carry Brugman. Bert Bus zette de van oorsprong Britse strip Archie, de man van staal verder en tekende later Stef Ardoba. Ook verschenen er onder andere nog strips zoals Tinus Trotyl van Jan van Haasteren en Rhodekijn en Zijderick van Henk ’t Jong. Børge Ring tekende ook de strips Distel en Kobus en Kachelmans. De meeste van deze nieuwe eigen strips zijn het werk van voormalige werknemers van Toonder Studio's. Ook enkele Belgen tekende in deze periode strips voor Sjors. Zo verscheen Brammetje Bram van Eddy Ryssack in het blad en Berck tekende de strips De Donderpadjes en Lowietje. Er verschenen verder nog steeds Britse strips zoals De wondersloffen van Sjakie.